# Генц Нуза
Генц Нуза (алб. Genc Nuza; 21 квітня 1989, Приштина) — косовський футбольний арбітр. З 2011 року судить матчі в Суперлізі. Арбітр ФІФА та УЄФА з 2017 року.
6 липня 2017 року Нуза обслуговував свій перший європейський матч під час матчу між Фольгоре Фальчано та Валлеттою в першому кваліфікаційному раунді Ліги Європи УЄФА. Гра закінчилася з рахунком 0–1, а косовар шість разів показав жовту картку.
Він відсудив свій перший міжнародний матч на рівні збірних 27 березня 2017 року, коли Туреччина перемогла з рахунком 3–1 проти Молдови. У Туреччини забивали Емре Мор, Ахмет Чалик і Ченгіз Юндер, а у Молдови — Раду Гинсарі. Під час цього матчу Нуза показав одному турку і двом молдованам по жовтій картці.
Генц Нуза судив фінали Кубка Косово 2017, 2019, 2020, 2021 років та Суперкубок Косова з футболу 2016.